# 제이스텍
주식회사 제이스텍은 대한민국의 디스플레이 본딩장비 기업이다.